# Zupan (indumento)

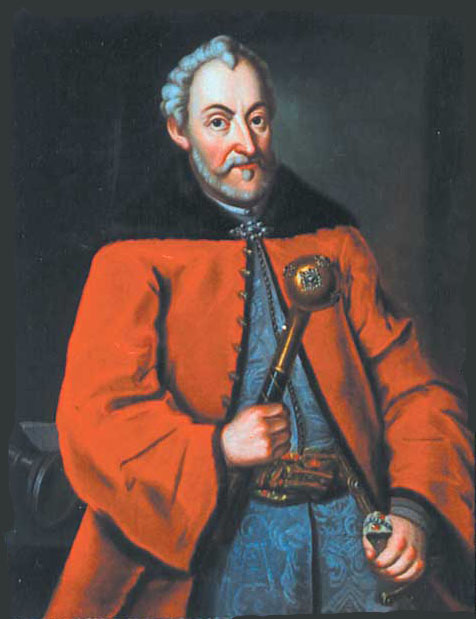
Jan Zamoyski, grande atamano della Confederazione polacco-lituana (1542-1605), vestito con una delia cremisi sopra il suo zupan di seta blu

Lo zupan (Lingua bielorussa жупан), (IPA:/ˈʐupan/) era un capo d'abbigliamento maschile lungo e molto colorato, portato da membri di tutte le classi sociali dell'Europa centrale tra il XVI ed il XIX secolo.